# In My Head (canção de Galantis)
In My Head é uma canção do dupla sueco de música eletrônica Galantis. Foi lançado em 30 de outubro de 2015 como o quinto single de seu primeiro álbum de estúdio, Pharmacy (2015). A canção apresenta vocais sem créditos de Jennifer Decilveo.

## Desempenho nas tabelas musicais

### Posições
| Tabela musical (2015–16)       | Melhor posição |
| ------------------------------ | -------------- |
| Bélgica (Ultratip de Flandres) | 26             |
| Bélgica (Ultratip da Valônia)  | 13             |
| Finlândia (IFPI Finlândia)     | 81             |